# Emmanuel Rodríguez
Emmanuel Rodríguez (Manatí, 8 de agosto de 1992) es un boxeador profesional puertorriqueño de la categoría del peso gallo. Fue poseedor del título mundial del peso gallo de la Federación Internacional de Boxeo (FIB) hasta mayo de 2019.

## Primeros años
Durante su infancia practicó diversos deportes, entre ellos el béisbol, antes de decantarse por el boxeo.

## Trayectoria en el boxeo aficionado
Emmanuel Rodríguez representó a Puerto Rico en los juegos olímpicos de la juventud de 2010, celebrados en Singapur, en los que consiguió la medalla de oro del peso mosca. 

## Trayectoria en el boxeo profesional
| Registro     | Registro            | Registro           | Registro |
| ------------ | ------------------- | ------------------ | -------- |
| 25 combates  | 22 combates ganados | 2 combate perdidos |          |
| por nocaut   | 13                  | 1                  |          |
| a los puntos | 9                   | 1                  |          |

| N.º | Resultado | Registro | Rival                  |      | Asalto        | Fecha      | Localidad           |
| --- | --------- | -------- | ---------------------- | ---- | ------------- | ---------- | ------------------- |
| 25  | Victoria  | 22–2 (1) | Melvin Lopez           | UD   | 12            | 12/08/2023 | Oxon Hill, Maryland |
| 24  | Victoria  | 21–2 (1) | Gary Antonio Russell   | TD   | 10 (12), 0:02 | 15/10/2022 | Nueva York          |
| 23  | Victoria  | 20–2 (1) | Roberto Sánchez Cantu  | KO   | 1 (10), 2:22  | 25/03/2022 | Culiacán            |
| 22  | Nulo      | 19–2 (1) | Gary Antonio Russell   | Nulo | 1 (12), 0:16  | 14/08/2021 | California          |
| 21  | Derrota   | 19-2     | Reymart Gaballo        | PTS  | 12            | 19/12/2020 | Connecticut         |
| 20  | Derrota   | 19-1     | Naoya Inoue            | KO   | 2 (12)        | 18/5/2019  | Glasgow             |
| 19  | Victoria  | 19-0     | Jason Mooney           | PTS  | 12            | 20/10/2018 | Orlando             |
| 18  | Victoria  | 18-0     | Paul Butler (boxeador) | PTS  | 12            | 5/5/2018   | Londres             |
| 17  | Victoria  | 17-0     | Giovanni Delgado       | RET. | 4 (10)        | 5/8/2017   | Fajardo             |
| 16  | Victoria  | 16-0     | Robinson Laviñaza      | KO   | 1 (10)        | 25/3/2017  | Fajardo             |
| 15  | Victoria  | 15-0     | Alberto Guevara        | PTS  | 10            | 3/6/2016   | Hollywood           |
| 14  | Victoria  | 14-0     | Eliécer Aquino         | KOT  | 7 (10)        | 25/11/2015 | Hialeah             |
| 13  | Victoria  | 13-0     | Álex Rangel            | KO   | 7 (10)        | 22/8/2015  | Fajardo             |
| 12  | Victoria  | 12-0     | Luis Hinojosa          | KO   | 3 (10)        | 30/5/2015  | Cataño              |
| 11  | Victoria  | 11-0     | Gábor Molnar           | KOT  | 2 (10)        | 21/2/2015  | Hatillo             |
| 10  | Victoria  | 10-0     | Miguel Cartagena       | KO   | 1 (10)        | 18/10/2014 | Cataño              |
| 9   | Victoria  | 9-0      | Félix Pérez            | PTS  | 8             | 5/4/2014   | Vega Baja           |
| 8   | Victoria  | 8-0      | David Quijano          | PTS  | 8             | 21/12/2013 | Cataño              |
| 7   | Victoria  | 7-0      | Felipe Rivas           | PTS  | 6             | 26/10/2013 | Cidra               |
| 6   | Victoria  | 6-0      | Edward Vargas          | KOT  | 3 (4)         | 24/8/2013  | La Romana           |
| 5   | Victoria  | 5-0      | Ramón Emilio Cedaño    | PTS  | 4             | 22/6/2013  | La Romana           |
| 4   | Victoria  | 4-0      | José Ruiz              | KOT  | 6 (6)         | 6/4/2013   | Carolina            |
| 3   | Victoria  | 3-0      | Luis Ortiz             | KO   | 4 (4)         | 31/8/2012  | Carolina            |
| 2   | Victoria  | 2-0      | Jaime González         | KOT  | 2 (4)         | 7/7/2012   | Toa Baja            |
| 1   | Victoria  | 1-0      | Jason Agosto           | KOT  | 1 (4)         | 1/6/2012   | Guayabo             |

| Notas |
| --- |
| Pierde el título mundial del peso gallo de la Federación Internacional de Boxeo (FIB) ante Naoya Inoue (18 de mayo de 2019).       |
| Retiene el título mundial del peso gallo de la Federación Internacional de Boxeo (FIB) ante Jason Moloney (20 de octubre de 2018). |
| Gana el título mundial vacante del peso gallo de la Federación Internacional de Boxeo (FIB) ante Paul Butler (5 de mayo de 2018).  |